# 260 (szám)
A 260 (kétszázhatvan) a 259 és 261 között található természetes szám.
Tizenegyszögszám.